# Felicja Curyłowa
Felicja Curyło z domu Wojtyto (Felicja Curyłowa; ur. 1903, zm. 4 maja 1974 w Zalipiu) – artystka ludowa, malarka ze wsi Zalipie.

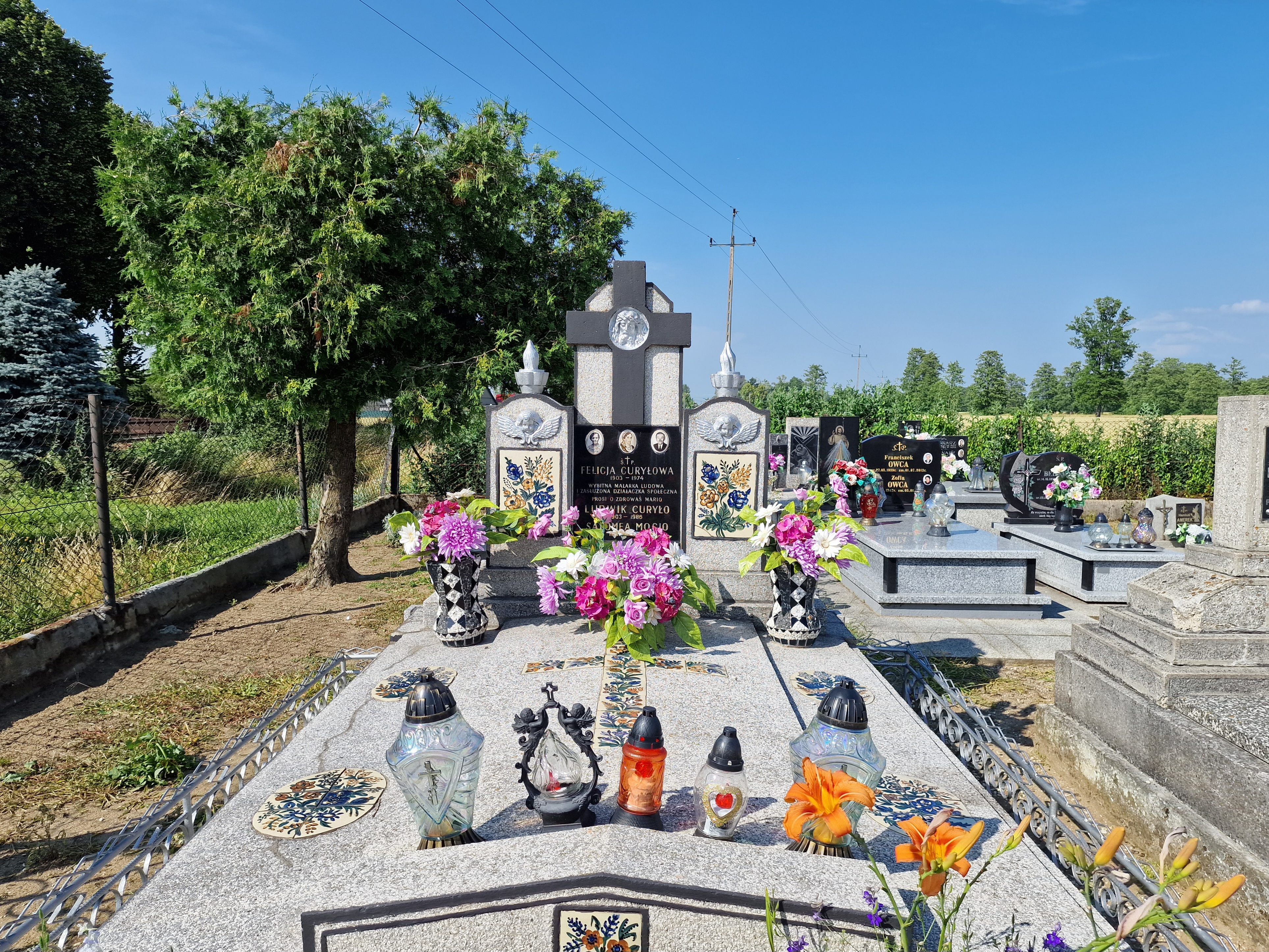
Grób Felicji Curyłowej

Budynki malowane przez artystkę we własnej zagrodzie stały się jeszcze za jej życia atrakcją etnograficzną masowo odwiedzaną przez turystów. Po śmierci zagroda została zakupiona od rodziny artystki przez „Cepelię”, która w 1978 przekazała ją Muzeum Okręgowemu w Tarnowie (obecnie Zagroda Felicji Curyłowej jest filią Muzeum Etnograficznego). W 1981 przeniesiono do tej zagrody z innej części wsi budynek z XIX w. Całość tworzy skansen architektury i sztuki ludowej udostępniony turystom.

## Galeria

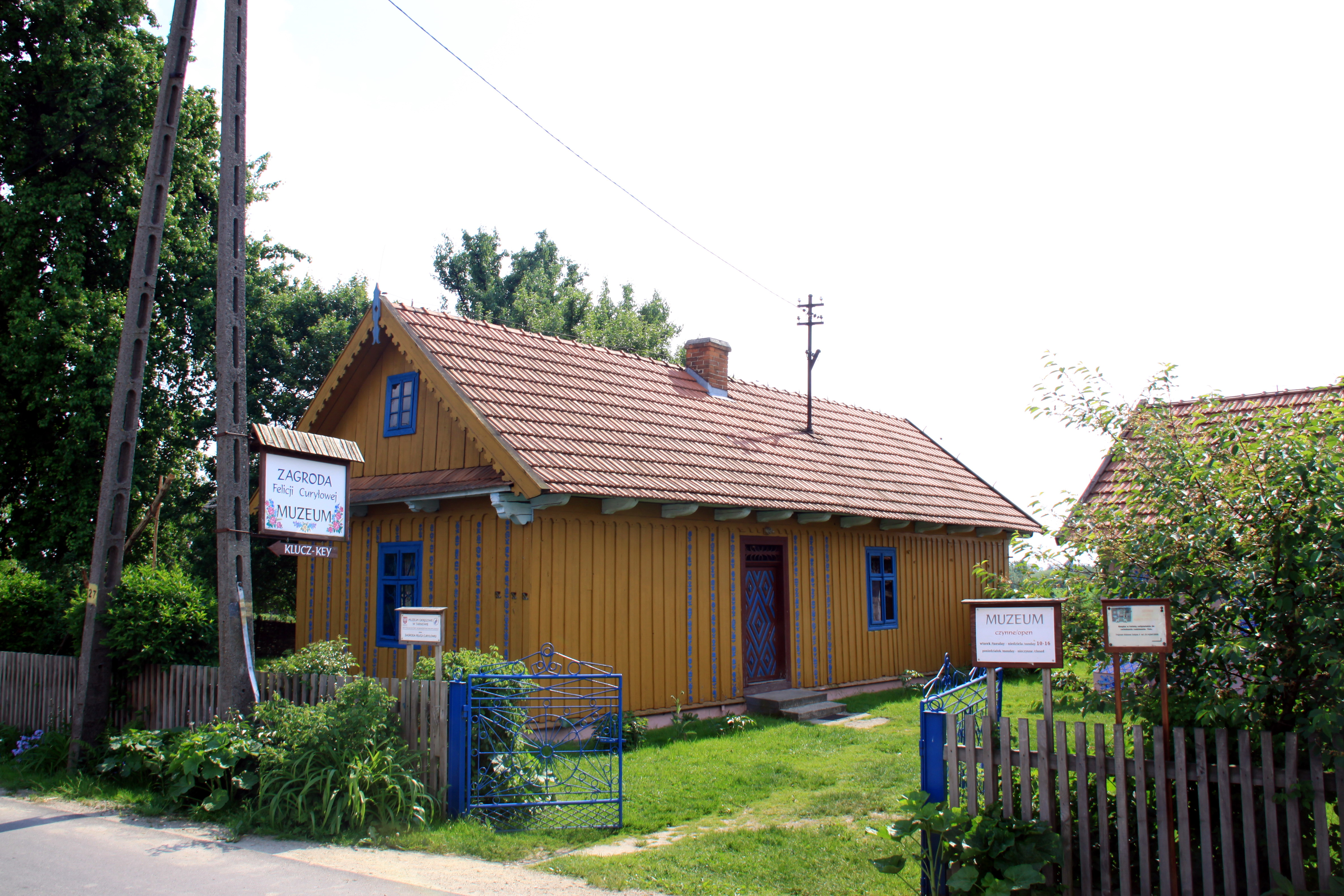
Zagroda Felicji Curyłowej, muzeum
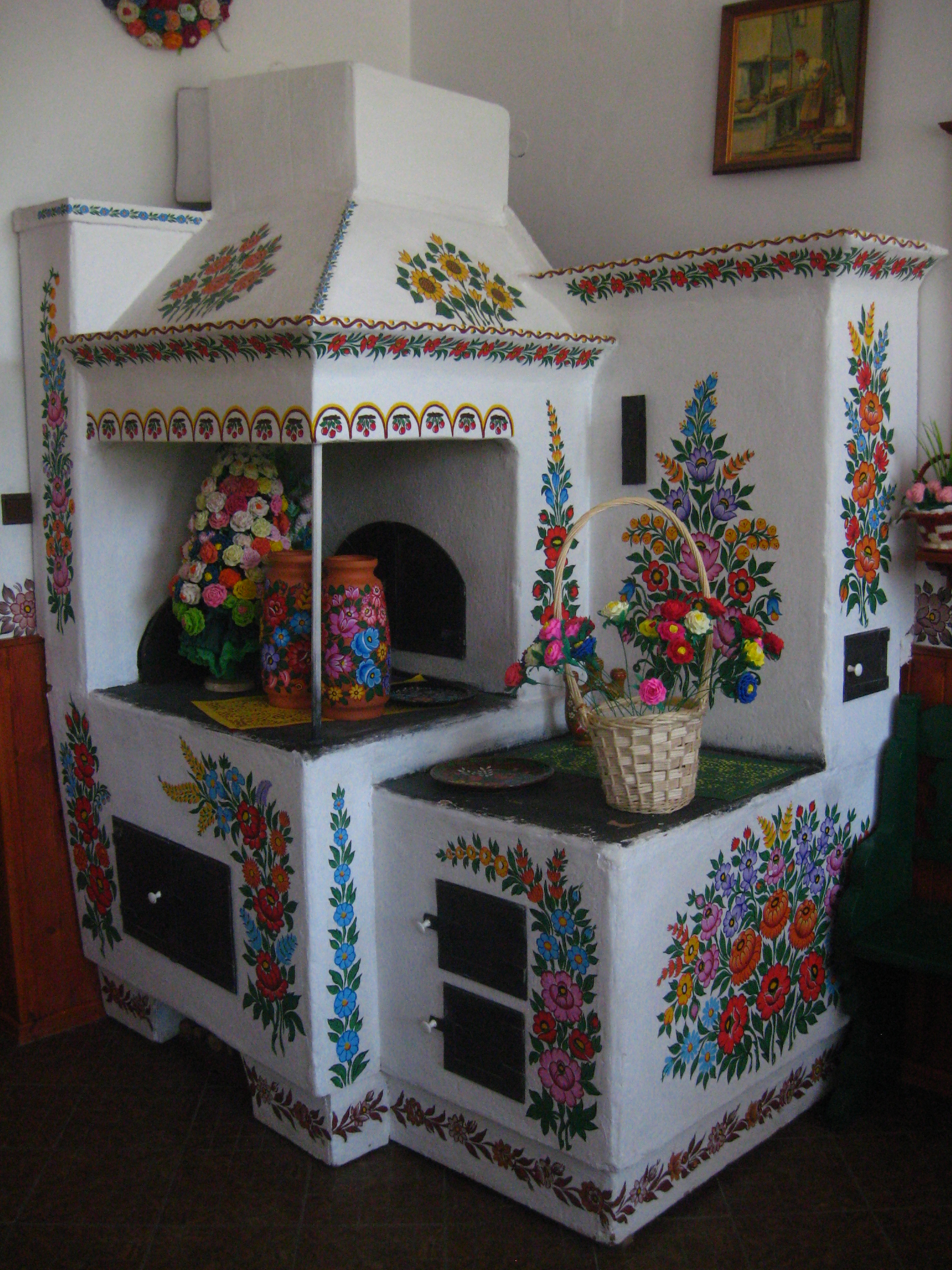
Malowany piec w Zalipiu
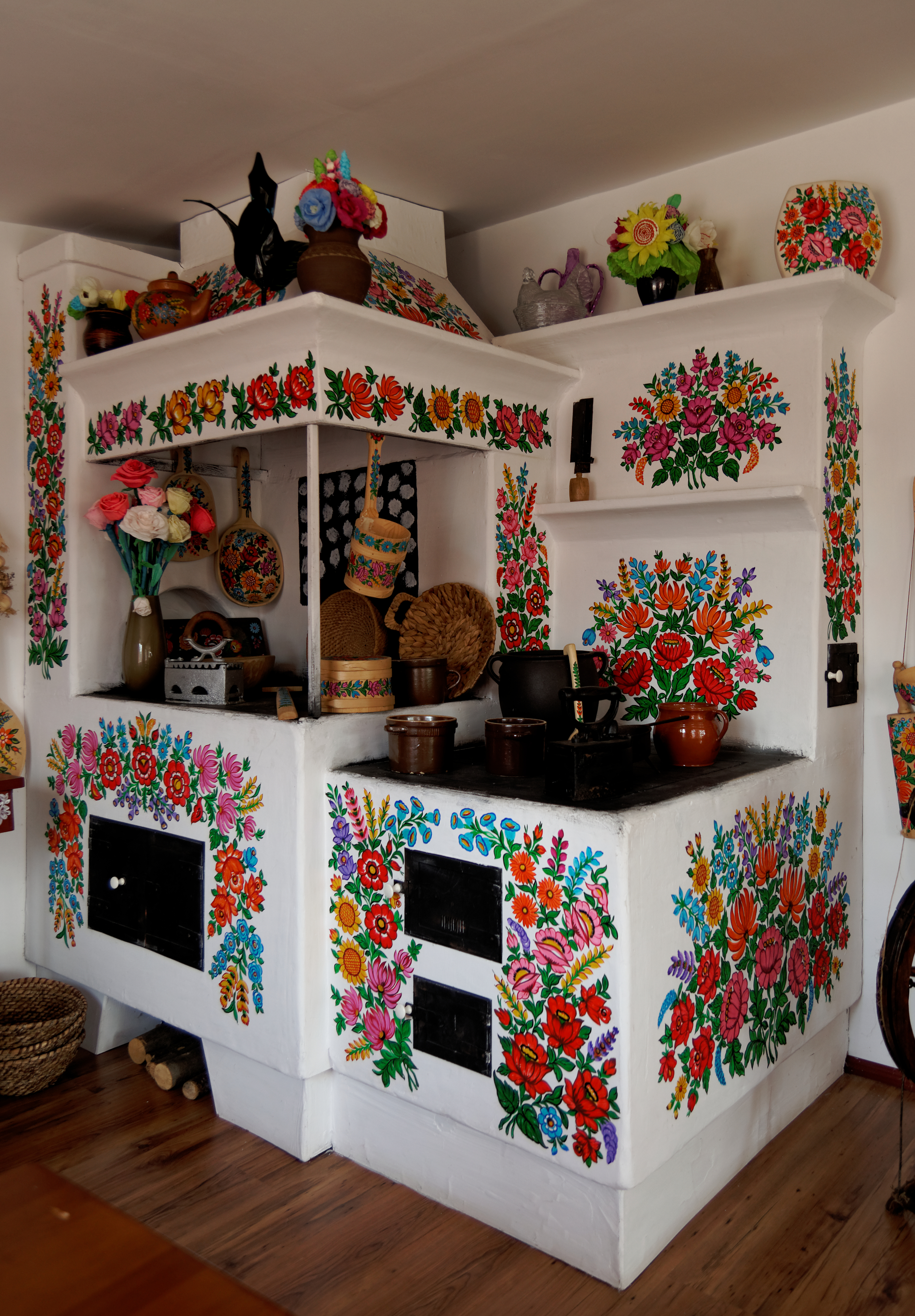
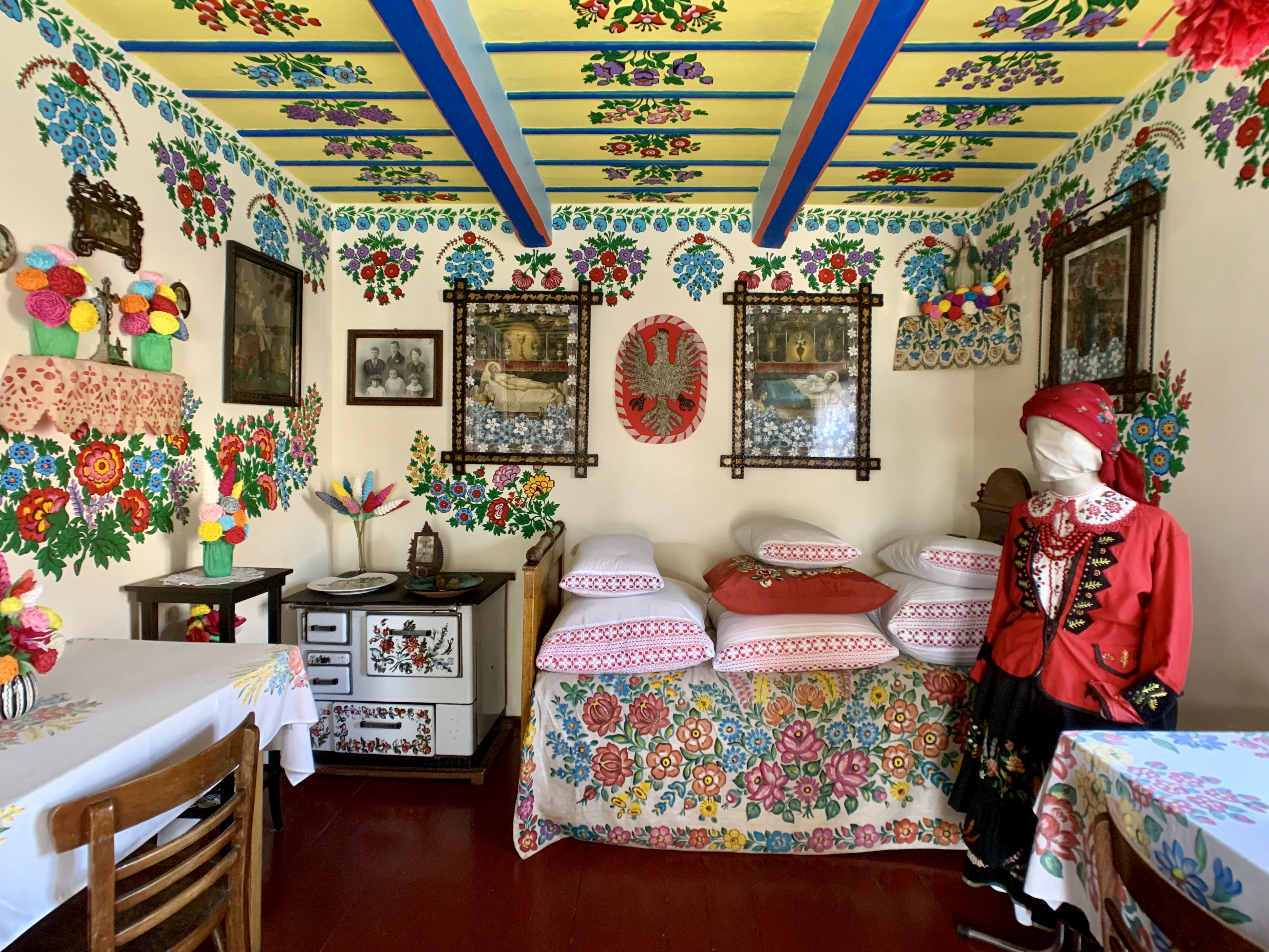